# Laila Kinnunen
Laura «Laila» Annikki Kinnunen (8 de novembre de 1939, Vantaa - 26 d'octubre de 2000, Heinävesi) va ser una cantant finlandesa. Cantant eclèctica, va gravar èxits de la bossa nova brasilera i de la música pop estatunidenca als anys seixanta.
Laila Kinnunen va ser una de les cantants finlandeses més populars de la dècada del 1950 i 60, i va representar a Finlàndia en el Festival d'Eurovisió del 1961, la primera vegada que Finlàndia va participar en el concurs.
Va passar la seva infància a Suècia com a refugiada durant la Segona Guerra Mundial, retornant a Finlàndia amb deu anys. El seu primer àlbum, publicat el 1957, va ser un èxit, i ella va continuar publicant música fins a 1980.